# Spielklassenwechsel
Als Spielklassenwechsel wird im  Sport der Wechsel bzw. das Eingestuftwerden in eine höhere (Aufstieg) oder niedere (Abstieg) Leistungsklasse bezeichnet. Der Verbleib in derselben Ligastufe in der folgenden Spielzeit (anstatt eines Abstiegs) wird hingegen als Klassenerhalt bezeichnet.
Auf- und Abstiege sind Bestandteil hierarchisch organisierter Ligasysteme, in denen insbesondere Mannschaftssportarten ausgetragen werden. Der Auf- und Abstieg kann entweder direkt nach Abschluss der Spielzeit erfolgen, oder muss im Anschluss über Entscheidungsspiele wie die Relegation erkämpft bzw. verhindert werden.
Der Wiederaufstieg ist die Rückkehr in eine höhere Leistungs- bzw. Spielklasse nach einem Abstieg aus dieser. Gelingt dieser direkt in der Spielzeit nach dem Abstieg, spricht man von einem sofortigen Wiederaufstieg. Analog wird der Begriff (sofortiger) Wiederabstieg verwendet.
Als Durchmarsch werden zwei Aufstiege in zwei aufeinanderfolgenden Saisons bezeichnet. Als Durchreichung werden mindestens zwei aufeinander folgende Abstiege bezeichnet. Beispiele aus dem deutschen Vereinsfußball finden sich unter 2. Fußball-Bundesliga#Durchmarsch und 3. Fußball-Liga#Durchmarsch.